# Любовский, Эдвард

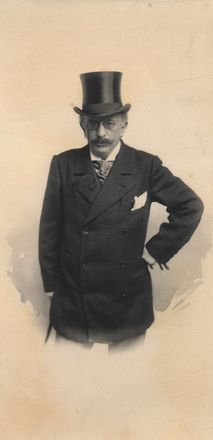
Эдвард Любовский

Эдвард Любовский (пол. Edward Lubowski; 19 марта 1837, Краков — 17 мая 1923, Варшава) — польский драматург и писатель; театральный критик.

## Биография
Изучал право в Ягеллонском университете в Кракове. Принимал участие в деятельности патриотических студенческих кружков.
Участник польского восстания 1863 года. Был адъютантом М. Лангевича. Находился в заключении в Австрийской империи.
С 1866 жил в Варшаве, где редактировал «Kurier Świąteczny» и «Rodzinа», в качестве фельетониста и театрального критика сотрудничал со многими другими изданиями.

## Творчество
Э. Любовский — выдающийся польский драматург, комедиограф. Представитель позитивизма.
Дебютировал в прессе в 1860.
Первые произведения создал под сильным влиянием творчества Мольера и Скриба, позже — Дюма-сына.
Автор комедий и фарсов, драматических и исторических пьес, одноактных бурлесков, повестей и мемуаров.

## Избранные произведения
комедии и водевили
- Pewność siebie (1858),
- Kariery (1862),
- Protegowany (1865),
- Żony uczonych (1866),
- Ubodzy w salonie (1867) и др.

драмы
- Żyd (1868),
- Gonitwy (1874),
- Nietoperze (1874),
- Przesądy (1876),
- Sąd honorowy (1876),
- Pogodzeni z losem (1876),
- Jacuś (1884),
- My się kochamy (1887),
- Bawidełko (1891)
- Monsieur Blaise (1892),
- Królewicz (1895),
- Światowe rozrywki (1899)
- Nie wszystko złoto… (1901)
- Dzień Wigilii,
- Kiedyż obiad?,
- Kto to? и др.

Создал ряд прозаических произведений. Основные темы — польское восстание 1863 года и общественно-бытовые проблемы:
- Wierzące dusze (в 2-х томах, 1864),
- Silni i słabi (1865),
- Co się stało w małym miasteczku (1867),
- Co się stało w małym miasteczku (1867),
- Aktorka (1871),
- Na pochyłości (1874),
- Cichy Janek i głośny Franek (1879),
- Skąpiec,
- Krok dalej (1885) и другие.

Оставил книгу воспоминаний.
В течение многих лет печатал статьи с обзорами театральных постановок в газетах и журналах «Bluszcz», «Tygodnik Ilustrowany», «Bibliotekа warszawskа», «Kurier warszawski».
Переводил с английского Шекспира.